# Taenia solium
Taenia solium, meglio nota come verme solitario o tenia è un parassita della famiglia dei tenidi (platelminti cestodi).

## Descrizione
Come tutti i cestodi ciclofillidi, la T. solium ha quattro ventose sul suo scolice ("testa"). La T. solium ha anche due file di uncini. La T. solium ha un ciclo vitale biologico molto simile alla Taenia saginata, il "verme solitario del bue", con alcune piccole differenze. Le uova possono essere diagnosticate soltanto a livello di famiglia, ma se un utero della proglottide è colorato con inchiostro cinese, il numero delle ramificazioni uterine visibili può aiutare nell'identificare la specie: diversamente dall'utero della Taenia saginata, l'utero della T. solium ha soltanto da cinque a dieci ramificazioni uterine su ogni lato.

### Distribuzione geografica

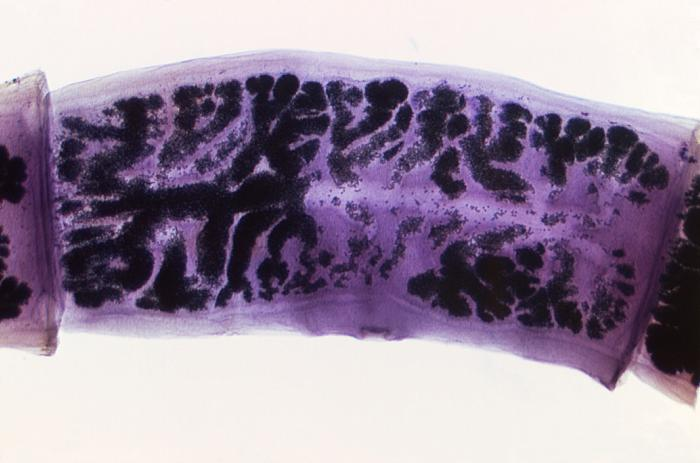
Proglottide di T. solium colorata

Taenia solium è diffusa in tutto il mondo. Poiché il maiale è l'ospite intermedio del parassita, il completamento del ciclo vitale avviene nelle regioni in cui l'uomo vive a stretto contatto con il maiale e mangia la sua carne non cotta.
È comunque importante notare che la cisticercosi umana si acquisisce con l'ingestione delle larve, dette cisticerchi, presenti nelle carni degli ospiti intermedi (per T. solium sono i suidi) crude o poco cotte, e raramente (solo per T. solium), per ingestione diretta di uova, presenti nelle feci umane o comunque in cibi contaminati da feci umane. La seconda infezione genera una cisticercosi nell'uomo che in questi rari casi, funge da ospite intermedio, pur essendo la specie umana albergatrice della forma adulta e quindi da considerarsi ospite definitivo. Quest'ultima forma invasiva, rara, genera una patologia nota con il termine di Neurocisticercosi. Concludendo, la forma infettiva più frequente è da attribuirsi all'ingestione di carni infette dalle forme larvali del parassita, crude o poco cotte, che una volta giunte nell'apparato gastroenterico, si ancorano all'epitelio del lume duodenale, e qui si accrescono fino alla forma adulta, che si sviluppa in un paio di mesi. Di solito si riscontra un solo esemplare di T. solium in un uomo parassitato.
La prevalenza delle malattie causate da T. solium interessa in modo rilevante il maiale e l'uomo in Asia, Africa, nelle Filippine, in America Latina, alcune zone dell'Europa Meridionale ed in alcune sacche del Nord America, mentre nei paesi di religione musulmana e in Israele è molto ridotta, grazie alle restrizioni alimentari imposte dalla religione.

## Ciclo vitale

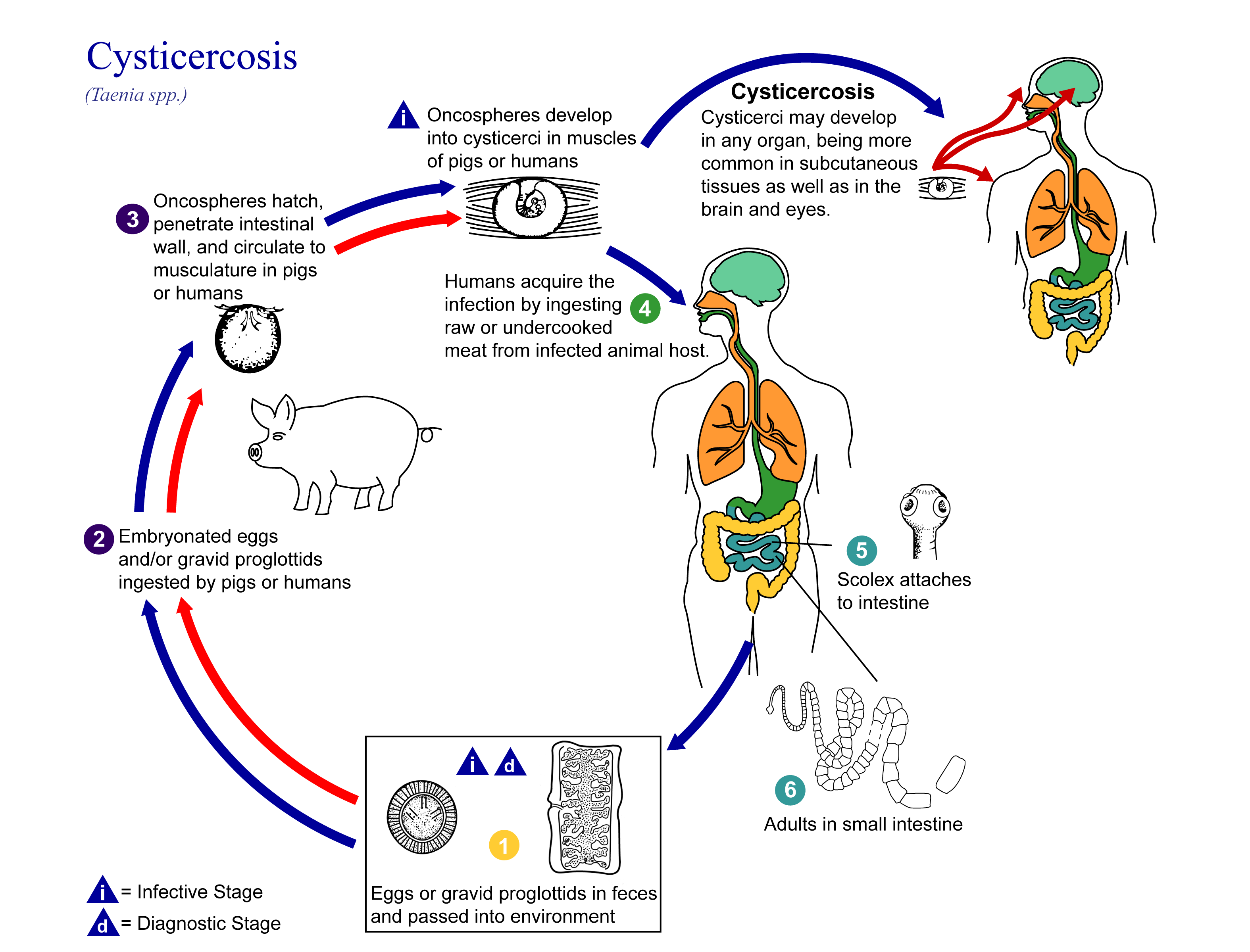
Il ciclo di parassitosi

Per comprendere bene il ciclo vitale di questo parassita, conviene partire dalla forma adulta del cestode (3-5 metri di lunghezza), cioè la forma in grado di replicarsi ed emettere uova, la quale è albergata a livello intestinale nell'uomo parassitato. In questo distretto corporeo, il parassita si nutre assumendo per osmosi le sostanze nutritive presenti nel lume enterico. Questo cestode rilascia nell'intestino dalle 3 alle 4 proglottidi (segmenti gravidici), che sono espulse all'esterno con le feci dall'uomo infetto. Ogni proglottide è in grado di contenere fino a 250.000 uova, che possono resistere nell'ambiente per alcuni mesi. Il ciclo prevede la presenza di un ospite intermedio, ovvero di un ospite che faccia sviluppare le forme larvali del cestode, che in questo caso è rappresentato dai maiali. I suini infatti si infettano assumendo cibo contaminato da materiale fecale contenente uova o comunque ingerendo uova del cestode escrete insieme a feci di uomo infetto che abbiano contaminato l'ambiente e che siano venute al cospetto del suino.
Le uova, una volta ingerite dal suino (ospite intermedio), si schiudono liberando un'oncosfera, ovvero la forma larvale prematura, che attraverso il circolo ematico raggiunge i muscoli (soprattutto masticatori), la lingua ed il cuore dell'animale, sviluppandosi nella forma larvale secondaria, che è il cisticerco. Il cisticerco può resistere vitale anche per alcuni anni in questi distretti corporei del suino. Il ciclo si conclude quando un uomo ingerisce queste larve contenute nella carne di maiale infetta non sufficientemente cotta o addirittura cruda (nel caso sia cotta bene, le larve muoiono): il parassita, giunto nell'intestino umano, si ancora, e come su detto cresce per ricominciare da capo il ciclo. Questa è la caratteristica biologica della T. solium; ma raramente l'uomo può contaminarsi ingerendo le uova (di solito non infettanti per la specie umana) e non con le larve come previsto dal ciclo vitale. In questo caso, è l'uomo stesso a comportarsi da ospite intermedio sviluppando i cisticerchi all'interno dello stomaco
Il ciclo vitale del parassita si completa, come nell'infezione da verme solitario, quando l'uomo ingerisce carne di maiale non cotta contenente cisticerchi. Le cisti si estroflettono e attaccano l'intestino tenue con i loro scolici.
Sebbene l'uomo normalmente è da considerarsi ospite definitivo, mangiando carne infetta, allevando vermi solitari adulti nell'intestino e con il passaggio di uova attraverso le feci, a volte un cisticerco (o una larva chiamata anche "verme vescicolare") può svilupparsi nell'uomo e con tali comportamenti diventare ospite intermedio. Ciò accade se le uova raggiungono lo stomaco, generalmente a causa di mani sporche, ma anche per vomito. I cisticerchi spesso possono annidarsi nel sistema nervoso centrale, in cui possono causare gravi problemi neurologici come l'epilessia e perfino la morte. La presenza di cisticerchi nel corpo di una persona è chiamata cisticercosi.

## Cisticercosi nell'essere umano
La cisticercosi da Taenia solium può svilupparsi anche nell'uomo in seguito all'ingestione accidentale delle uova contenenti l'oncosfera o a fenomeni di peristalsi inversa che portino le uova a risalire il tubo digerente fino allo stomaco dove si schiuderanno per azione dei succhi gastrici.
Il decorso può provocare una sintomatologia più o meno grave dipendentemente della localizzazione delle cisti. In particolare grave è quella a livello cerebrale che può dar luogo a disturbi mentali, epilessia e segni legati all'aumento della pressione intracranica. La sede intraoculare può provocare la perdita permanente della vista.

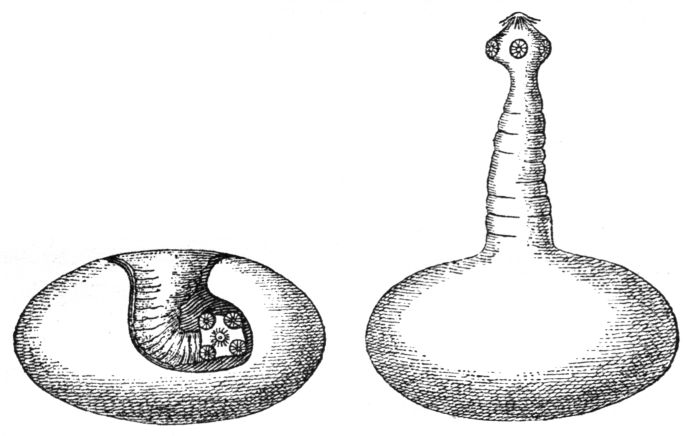
Cisticerco di Taenia solium invaginato e svaginato
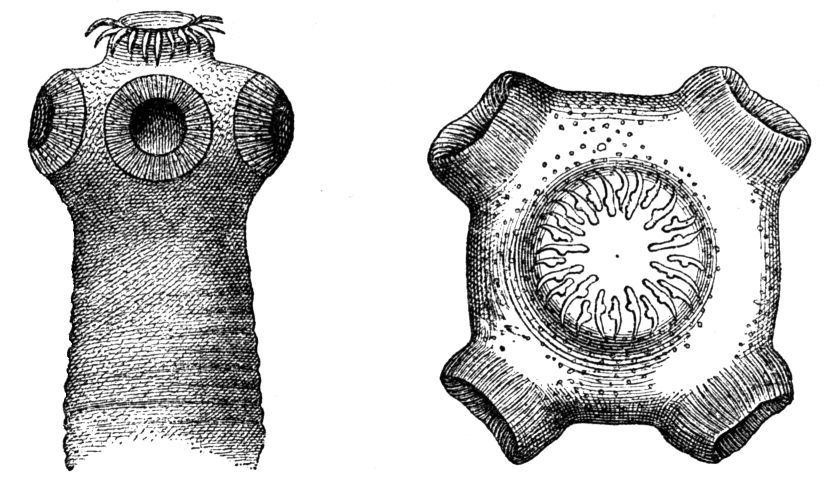
Scolice
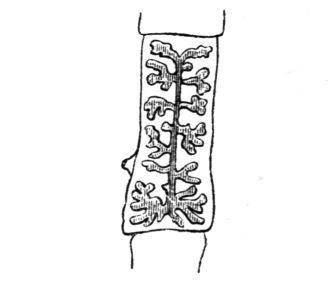
Proglottide

## Prevenzione e cura
L'infezione da T. solium adulta è trattata con niclosamide, che è uno dei farmaci più comuni nel trattamento delle infezioni da verme solitario adulto, così come nelle distomatosi epatiche. Dal momento che il rischio di manifestare una cisticercosi è piuttosto grave, è importante lavarsi le mani prima di mangiare ed evitare il vomito in un paziente portatore di T. solium, onde evitare l'insorgere di tale patologia.